# Rsavci
Rsavci (Servisch cyrillisch Рсавци) is een plaats in de Servische gemeente Vrnjačka Banja. De plaats telt 399 inwoners (2002).